# アウレリオ・アンドレアッツォーリ
アウレリオ・アンドレアッツォーリ（Aurelio Andreazzoli, 1953年11月5日 - ）は、イタリア・マッサ出身のサッカー指導者。

## 指導者歴
2005年、アンドレアッツォーリはASローマの監督に就任したルチアーノ・スパレッティのアシスタントコーチに就任した。スパレッティがASローマの監督を辞任した際にアンドレアッツォーリもASローマを去ったが、2011年にヴィンチェンツォ・モンテッラ監督によって呼び戻され、アシスタントコーチに就任した。その後、ルイス・エンリケ、ズデネク・ゼーマンが就任してからも、テクニカルスタッフとしてチームに残った。
2013年2月2日、解任されたゼーマンの後任として、2012-13シーズンまで暫定的に監督に就任した。 監督就任後、セリエAのユヴェントスFC戦で1-0で勝利し、初勝利を挙げた。 2013年4月8日、監督として初めてSSラツィオとのローマ・ダービーで指揮し、1-1で引き分けた。2013年4月17日、コッパ・イタリア準決勝でインテルに2-3で勝利し決勝に進出した。2013年5月23日、コッパ・イタリア決勝のSSラツィオ戦は0-1で敗れた。
2013年6月12日、リュディ・ガルシアがアンドレアッツォーリの後任として監督に就任することをジェームズ・パロッタ会長が発表し、アンドレアッツォーリは監督を退任した。
2017年12月17日、ヴィチェンツォ・ヴィヴァリーニの後任として、セリエBのエンポリFCの監督に就任した。クラブをセリエB優勝に導き、1部昇格を果たした。2018年5月21日に契約を2021年まで延長した。しかし、2018-19シーズンはセリエAで11試合終えて1勝と降格圏の18位に沈み、2018年11月5日に解任された。エンポリは後任にジュゼッペ・イアキーニを招聘したが、イアキーニも状況は立て直しできずに2019年3月13日に更迭され、アンドレアッツォーリは再びエンポリの監督に就任した。再就任後のシーズン最終盤には3連勝も記録するなど残留の望みを最終節まで繋いだが、最終節でインテルに敗れて18位で降格が決定すると、6月14日に双方合意の下で契約は解除された。
2019年6月14日、ジェノアCFCの監督に就任した。契約期間は2021年6月までの2年間。しかし、セリエA8試合で1勝と19位に低迷し、10月22日に解任された。
2021年6月21日、3度目となるエンポリFCの監督に就任をした。2021-22シーズンはクラブを残留に導いたが、シーズン終了後に退任した。
2023年9月19日、4度目となるエンポリFCの監督に就任した。